# Baoting
Baoting léase Báo-Tíng (en chino:保亭黎族苗族自治县, pinyin:Bǎotíng Lízú Miáozú Zìzhìxiàn) es uno de los seis condados autónomos bajo la administración directa de la provincia de Hainan. Se ubica al sur de la República Popular China. El condado tiene 49 kilómetros de ancho de este a oeste y 54 kilómetros de largo de norte a sur, con un área total de 1166,6 kilómetros cuadrados, lo que representa el 3,42% de la superficie total de la provincia de Hainan. Su población total en 2012 fue de 170 300 habitantes.

## Administración
El  condado autónomo de Baoting se divide en 6 poblados y 3 villas.
Poblados: Bǎo chéngzhèn, shén líng zhèn, jiāmào zhèn, xiǎng shuǐ zhèn, xīnzhèng zhèn y Sāndào zhèn.
Villas: Liùgōng, Nánlín y Máogǎn.

## Historia
En el año 24 de la República de China (1935), el gobierno provincial de Guangdong decidió establecer el condado de Baoting que pertenecía a Sanya, el 11 de febrero de 1948 Sanya eliminó su dominio. El 16 de abril, se estableció el gobierno democrático del Condado de Baoting. En agosto del mismo año, se estableció el comité y la agencia del área fronteriza de minoría étnica. En marzo de 1949 Baoting estableció el Comité Administrativo de la Región Autónoma de la Minoría Qiongya. En julio del mismo año, el Gobierno Democrático del Condado de Baoting fue cambiado al Gobierno Popular y se adjuntó al Comité Administrativo de la Región Autónoma. 
En febrero de 1951, se eliminó el Comité Administrativo de la Región Autónoma de la Minoría Qiongya. El 1 de julio de 1952 se estableció la Región Autónoma de Hainan Li y Miao. Baoting se encontraba bajo la jurisdicción de la Región Autónoma de Hainan Li y Miao. En octubre de 1955, la Región Autónoma de Hainan Li y Miao pasó a llamarse Prefectura Autónoma de Hainan Li y Miao, y Baoting estaba bajo la jurisdicción de la prefectura autónoma.
En diciembre de 1987, se abolió la prefectura autónoma de Hainan Li y Miao, y en el mismo mes se estableció el condado autónomo de Baoting Li y Miao, que estaba subordinado a la Región administrativa de Hainan. En abril de 1988, fue adscrito a la provincia de Hainan.